# Der Name der Rose (Hörspiel)

Hörkassette von 1995, Teil 1 und 2
Teil 3 und 4

Der Name der Rose ist ein deutsches Hörspiel von 1986 basierend auf dem gleichnamigen Roman von Umberto Eco.
Als Erzähler in der Rolle des alten Adson von Melk fungiert Heinz Moog, die Rolle des William von Baskerville spricht Pinkas Braun. Weitere Sprecher sind bekannte Schauspieler wie Lukas Ammann, Rolf Boysen, Wolfgang Büttner, Paul Hoffmann, Manfred Steffen, Ernst Jacobi, Stefan Wigger, Wolfgang Reichmann und Richard Münch. Die Hörspielbearbeitung besorgte Richard Hey, die Musik schrieb Peter Zwetkoff, Regie führte Otto Düben.

## Handlung
Der Franziskaner und ehemalige Inquisitor William von Baskerville reist, begleitet vom Benediktinernovizen Adson von Melk, zu einem Treffen mit päpstlichen Abgesandten in einer Abtei im Apennin. Dort sollen Streitfragen zwischen dem Papst und dem Franziskanerorden verhandelt werden. Da William Erfahrung mit Kriminalfällen hat, wird er gleich nach der Ankunft von Abt Abbo gebeten, einen ungeklärten Todesfall zu untersuchen. Diese Angelegenheit beansprucht ihn mehr als die Verhandlungen, da sich die Lage zuspitzt und mehrere Mönche sterben. Es gelingt ihm, in sieben Tagen alle Fälle aufzuklären, aber der Hauptschuldige Jorge von Burgos, die graue Eminenz der Abtei, entzieht sich der Verantwortung und begeht Selbstmord. In der Folge brennt die gesamte Abtei ab.
Siehe auch die ausführliche Inhaltsangabe in Der Name der Rose#Zusammenfassung

## Hintergrund
Es wurde 1986 in der Redaktion von Karl Karst nach intensiven Rechterecherchen von der Hörspielabteilung des BR in Koproduktion mit dem NDR und dem SWF (heutiger SWR) produziert. Das Hörspiel umfasst in der Ursendungsfassung des BR 4 Teile (87'05 + 85'35 + 77'55 + 88'25) mit zusammen 339 Minuten Laufzeit, wurde teilweise aber auch in gekürzten Fassungen oder in 6 Teilen à ca. 54 Min. gesendet. Die Ursendung erfolgte am 28., 29., 30. und 31. Dezember 1986 mit je 90 Minuten Sendezeit über das Kulturprogramm Bayern 2. Zum Abschluss der Reihe sendete der BR am 1. Januar 1987 einen ausführlichen Epilog des verantwortlichen Dramaturgen Karl Karst mit Beiträgen des Eco-Übersetzers Burkhart Kroeber unter dem Titel Eco, Eco, Eco – Das Echo des Romans „Der Name der Rose“.
Die von Karl Karst verantwortete 6-stündige Hörspielproduktion von Umberto Ecos Der Name der Rose war ein Meilenstein in der Rundfunk- und Hörspielgeschichte. Es war die erste Hörspielproduktion, für die ein Radiosender landesweit plakatierte und sie schon Wochen vor der Ursendung bewarb. Hintergrund war die Veröffentlichung der gleichnamigen Kinoverfilmung des Stoffs durch die Münchner Constantin nur wenige Monate zuvor. Karl Karst hatte dem BR-Plakat den provokanten Slogan gegeben: „Wenn Sie endlich erfahren wollen, was der Film Ihnen nicht verrät!“ Umberto Eco hatte die populäre Verfilmung als „Palimpsest“ bezeichnet, als eine Folie, die den ursprünglichen Textinhalt nur noch erahnen lässt. Bernd Eichinger soll bei einer späteren Begegnung mit Karl Karst dem jungen Dramaturgen zu seiner glänzenden Idee gratuliert haben.

## Darsteller
| Rolle                       | Sprecher           |
| --------------------------- | ------------------ |
| Adson von Melk (der Alte)   | Heinz Moog         |
| Adson (der Junge)           | Christian Schulz   |
| William von Baskerville     | Pinkas Braun       |
| Remigius von Varagine       | Helmut Stange      |
| Abt Abbo von Fossanova      | Manfred Steffen    |
| Salvatore                   | Wolfgang Reichmann |
| Ubertin von Casale          | Lukas Ammann       |
| Severin von Sankt Emmeram   | Ernst Jacobi       |
| Malachias von Hildesheim    | Rolf Boysen        |
| Jorge von Burgos            | Paul Hoffmann      |
| Nicolas von Morimond        | Stefan Wigger      |
| Venantius von Salvemec      | Peter Lieck        |
| Berengar von Arundel        | Markus Boysen      |
| Benno von Uppsala           | Martin Umbach      |
| Küchenmeister               | Michael Habeck     |
| Aymarus von Alessandria     | Wolfgang Hinze     |
| Alinardus von Grottaferrata | Wolfgang Büttner   |
| das Mädchen                 | Elettra de Salvo   |
| Bernard Gui                 | Richard Münch      |

## Veröffentlichungen
Die Produktion erschien erstmals 1995 auf 4 MCs bzw. 6 CDs bei DHV Der Hörverlag und wurde mehrfach neu aufgelegt.